# 中國人民解放軍武漢警備區
中國人民解放軍武漢警備區是中国人民解放军湖北省军区下轄的一個警備區。武漢警備區的前身是1967年8月進駐武漢的空降兵第七二五〇部隊兼武漢警備區。1969年12月，武漢警備區正式成立。1983年2月，武漢警備區更名為武漢軍分區。2004年3月，武漢警備區恢復。